# Денисово (Смоленский район)
Денисово — деревня в Смоленском районе Смоленской области России. Входит в состав Лоинского сельского поселения. Население — 13 жителей (2007 год). 
Расположена в западной части области в 49 км к северо-западу от Смоленска, в 7 км западнее автодороги Р133 Смоленск — Невель, на берегу реки Ольша. В 26 км южнее деревни расположена железнодорожная станция Голынки на линии Смоленск — Витебск. 

## История
В годы Великой Отечественной войны деревня была оккупирована гитлеровскими войсками в июле 1941 года, освобождена в сентябре 1943 года. 